# Pyrellia habaheensis
Pyrellia habaheensis är en tvåvingeart som beskrevs av Fan och Qian 1992. Pyrellia habaheensis ingår i släktet Pyrellia och familjen husflugor. Inga underarter finns listade i Catalogue of Life.